# Arichanna pryeraria
Arichanna pryeraria là một loài bướm đêm trong họ Geometridae.